# Terry Gordini
Terry Gordini (* 22. Juni 1979 in Ravenna) ist eine italienische Boxerin. Sie wurde 2012 Vize-Weltmeisterin der Amateurboxerinnen in der Gewichtsklasse bis 54 kg Körpergewicht.

## Werdegang
Die Boxerlaufbahn von Terry Gordini ist sehr ungewöhnlich. Zunächst spielte sie seit ihrer Jugend in ihrer Heimatstadt Ravenna Volleyball. Im Alter von 25 Jahren begann sie dann in einem Fitnessstudio ihrer Familie in Ravenna mit dem Boxtraining. Ihr erster Trainer war dabei ihr Vater Bartholomäus (Meo) Gordini. Nach Aufnahme in die Nationalmannschaft wurde Caesar Frontaloni ihr Trainer.
2007 nahm sie erstmals in der Gewichtsklasse bis 52 kg an einer italienischen Meisterschaft teil und gewann dabei mit dem 3. Platz gleich eine Medaille. 2008 gelang ihr der gleiche Erfolg, wobei sie im Halbfinale gegen Sara Carlini nur eine sehr knappe Punktniederlage (17:18) hinnehmen musste. 2009 erreichte Terry Gordini bei der italienischen Meisterschaft in der Gewichtsklasse bis 51 kg wieder das Halbfinale. Sie verpasste aber dort mit einer sehr knappen Punktniederlage gegen Simona Lucarno (3:3+) erneut den Einzug in den Endkampf. 
Durch gute Leistungen in der nationalen Ausscheidung wurde sie im September 2010 erstmals zu einer internationalen Meisterschaft entsandt. Das war gleich die Weltmeisterschaft in Bridgetown/Barbados. Sie gewann dort in der Gewichtsklasse bis 51 kg in ihrem ersten WM-Kampf gegen Ping Meng-chieh aus Taiwan klar nach Punkten (13:4). Im Achtelfinale unterlag sie aber gegen Hanne Mäkinen aus Finnland nach Punkten (1:7). Sie schied damit aus und kam auf den 9. Platz. Im Oktober 2010 verlor sie bei der italienischen Meisterschaft in der Gewichtsklasse bis 51 kg im Viertelfinale gegen Giacoma Codio nach Punkten (13:17).
Bei der italienischen Meisterschaft im Mai 2011 stand sie im Finale der Gewichtsklasse Valeria Calabrese gegenüber. Dieser Kampf war von großer Bedeutung für beide Kämpferinnen, denn die Siegerin sollte zur Weltmeisterschaft im Mai 2012 in Qinhuangdao/China entsandt werden. Bei dieser Weltmeisterschaft wurden die Startplätze für die Olympischen Spiele 2012 in London, bei denen erstmals in drei Gewichtsklassen (bis 51 kg, bis 60 kg und bis 75 kg) Frauenboxen im Programm stand, vergeben. Terry Gordini verlor den Endkampf gegen Valeria Calabrese nach Punkten (6:10). Zur Weltmeisterschaft in Qinhuangdao wurde sie dann aber trotzdem entsandt, aber nicht in der olympischen Gewichtsklasse bis 51 kg, sondern in der Gewichtsklasse bis 54 kg. Sie war bei dieser Weltmeisterschaft trotz ihrer 33 Jahre in hervorragender Form und besiegte Jenna Puurunen (Finnland) nach Punkten (14:10), kam dann zu einem Disqualifikations-Sieg in der 4. Runde über Csilla Nemedi, Ungarn, bezwang Alice Kate Aparri, Philippinen (+10:10) und Christina Cruz aus den Vereinigten Staaten (11:7) nach Punkten und stand damit im Finale der Russin Alexandra Kuleschowa gegenüber. Sie verlor diesen Kampf zwar nach Punkten (10:19), konnte sich aber über eine WM-Silbermedaille freuen. Da Valeria Calabrese bei dieser WM in der Gewichtsklasse bis 51 kg früh ausschied, erhielt die Federazione Pugilistica Italiana keinen Startplatz in London.
Im September 2012, also nach den Olympischen Spielen in London, wurde Terry Gordini in der Gewichtsklasse bis 54 kg mit einem Punktsieg über Eva Magno erstmals italienische Meisterin. Italienische Meisterin wurde sie auch 2013. In der Gewichtsklasse bis 51 kg siegte sie dabei im Finale über Francesca Grubissich klar nach Punkten (18:7). 
Bei der Europameisterschaft 2014 in Bukarest, die im Mai stattfand, startete sie in der Gewichtsklasse bis 51 kg und traf dabei im Achtelfinale auf die starke Polin Tatjana Kob, gegen die sie knapp nach Punkten (1:2 RS) verlor. Bei der Weltmeisterschaft 2014 in Jeju/Südkorea gelang ihr in der gleichen Gewichtsklasse wieder ein Medaillengewinn. Sie besiegte in Jeju Irish Magno, Philippinen (3:0), Tomoko Kugimiya, Japan (3:0) und Stoyka Petrowa aus Bulgarien (3:0). Im Halbfinale unterlag sie aber gegen die Engländerin Lisa Whiteside nach Punkten (0:3).

## Internationale Erfolge
| Jahr | Platz | Wettbewerb                             | Gewichtsklasse | Ergebnisse |
| 2010 | 9.    | WM in Bridgetown/Barbados              | bis 51 kg      | nach Punktsieg über Ping Meng-chieh, Taiwan (13:4) und Punktniederlage gegen Hanne Mäkinen, Finnland (1:7) |
| 2012 | 2.    | 1. Nations-Women-Cup in Sombor/Serbien | bis 54 kg      | nach Punktsieg über Athina Malefaki, Griechenland (9:3), kampflosem Sieg über Katarina Andjekovic, Serbien und Punktniederlage gegen Zahra Zahraoudi, Marokko (4:6) |
| 2012 | 2.    | WM in Qinhangdao/China                 | bis 54 kg      | nach Punktsieg über Jenna Puurunen, Finnland (14:10), Disqualifikations-Sieg in der 4. Runde über Csilla Nemedi, Ungarn, Punktsiegen über Alice Kate Aparri, Philippinen (+10:10) und Christina Cruz, USA (11:7) und Punktniederlage gegen Alexandra Kuleschowa, Russland (10:19) |
| 2013 | 1.    | Queens-Cup in Stralsund                | bis 51 kg      | nach Punktsiegen über Jana Juranowa, Tschechien (3:0 RS), Kirsty Harris, Australien (3:0) und Katalin Ancsin, Ungarn (3:0) |
| 2014 | 5.    | 3. Nations-Women-Cup in Vrbas/Serbien  | bis 51 kg      | nach Punktniederlage gegen Pinky Jandra, Indien (0:3) |
| 2014 | 9.    | EM in Bukarest                         | bis 51 kg      | nach Punktniederlage gegen Tatjana Kob, Polen (1:2) |
| 2014 | 3.    | WM in Jeju/Südkorea                    | bis 51 kg      | nach Punktsiegen über Irish Magno, Philippinen (3:0), Tomoko Kugimiya, Japan (3:0) und Stoyka Petrowa, Bulgarien (3:0) und einer Punktniederlage gegen Lisa Whiteside, England (0:3)                                                                                              |

## Länderkämpfe
| Jahr | Ort          | Begegnung            | Gewichtsklasse | Ergebnisse                             |
| 2013 | Montecorvino | Italien gegen Ungarn | bis 54 kg      | Punktsieg über Bettina Kiss Varga      |
| 2013 | Rom          | Italien gegen Polen  | bis 54 kg      | Punktniederlage gegen Alexandra Paczka |

## Italienische Meisterschaften
| Jahr | Platz | Gewichtsklasse | Ergebnisse                                                        |
| 2007 | 3.    | bis 52 kg      | nach Punktniederlage im Halbfinale gegen Rita de Angelis (8:24)   |
| 2008 | 3.    | bis 52 kg      | nach Punktniederlage im Halbfinale gegen Sara Carlini (17:18)     |
| 2009 | 3.    | bis 51 kg      | nach Punktniederlage im Halbfinale gegen Simona Lucarno (3:3+)    |
| 2010 | 5.    | bis 51 kg      | nach Punktniederlage im Viertelfinale gegen Giacoma Codio (13:17) |
| 2011 | 2.    | bis 51 kg      | nach Punktniederlage im Finale gegen Valeria Calabrese (6:10)     |
| 2012 | 1.    | bis 54 kg      | nach Punktsieg im Finale über Eva Magno (18:10)                   |
| 2013 | 1.    | bis 51 kg      | nach Punktsieg über Francesca Grubissich 818:7)                   |

Erläuterungen
- WM = Weltmeisterschaft, EM = Europameisterschaft
- RS = Richterstimmen (Ende 2013 hat die AIBA die umstrittenen Punktmaschinen abgeschafft; die Urteile werden seither wieder von Punktrichtern gefällt)